# Надточий, Геннадий Иванович
Геннадий Иванович Надточий (род. 7 января 1933) — советский футболист (защитник), хоккеист (нападающий), футбольный тренер.

## Биография
Воспитанник магнитогорского хоккея. В сезонах 1955/56 — 1956/57 сыграл за омский «Спартак» 22 игры, забросил 7 шайб в классе «Б».
Окончил Омский институт физической культуры.
В 1955—1956 годах игрок футбольной команды «Красная звезда» Омск в КФК, победитель первенства Сибири 1956. В классе «Б» 1957 года сыграл 14 матчей. В 1958—1961 годах играл в классе «Б» за футбольную «Энергию» Волжск на позиции центрального защитника, был капитаном команды. Участник 1/16 финала Кубка СССР.
До 1964 года — тренер группы подготовки молодёжи при команде мастеров «Энергия». В 1964—1969 годах на должности старшего тренера «Энергии» провёл 214 матчей в классе «Б». В 1970 году — тренер команды «Сталь» Волгоград. Старший тренер «Уралана» Элиста в 1973 году. В 1977—1993 годах директор СДЮСШОР-4 по футболу Волжского, тренер школы в 1993—2002 годах.